# Julie Lynn Holmes
Pour l’article homonyme, voir Holmes.
Julie Lynn Holmes, née le 23 mars 1951 à North Hollywood (Californie), est une patineuse artistique américaine, vice championne du monde en 1971.

## Biographie

### Carrière sportive
Julie Lynn Holmes est entraînée successivement par Nancy Rush et Carlo Fassi. Elle patine généralement dans l'ombre de sa compatriote américaine Janet Lynn, bien qu'elle ait considérablement plus de chance sur la scène mondiale qu'aux championnats de son propre pays. Julie Lynn Holmes ne remporte jamais les championnats américains, toujours placée derrière sa compatriote de 1969 à 1972.
Elle représente son pays à un championnats nord-américains (1969 à Oakland), trois mondiaux (1969 à Colorado Springs, 1970 à Ljubljana et 1972 à Lyon), et aux Jeux olympiques d'hiver de 1972 à Sapporo.
Julie Lynn Holmes est connue pour son habileté à exécuter des figures imposées. Elle est généralement battue par la canadienne Karen Magnussen et sa compatriote Janet Lynn dans les portions de patinage libre, mais elle est placée devant dans les portions de figures imposées, ce qui lui permet souvent de les vaincre. Elle conquiert ainsi la médaille de bronze aux mondiaux de 1970 et la médaille d'argent aux mondiaux de 1971.
Elle est critiquée par certains pour avoir copié de trop près le style de Peggy Fleming, peut-être en partie parce qu'elle a travaillé avec le même entraîneur Carlo Fassi.

### Reconversion
Julie Lynn Holmes prend sa retraite sportive après les Jeux olympiques de 1972 et fait une tournée avec Ice Capades. Elle patine également dans la série télévisée Donny & Marie.
Elle travaille actuellement comme entraîneur de patinage à temps partiel.

### Hommage
Julie Lynn Holmes est intronisée au Temple de la renommée du patinage artistique américain en 2019.

## Palmarès
| Compétition                     | 1968 | 1969 | 1970 | 1971 | 1972 |  |  |  |  |  |  |  |  |  |
| Jeux olympiques                 |      |      |      |      | 4e   |  |  |  |  |  |  |  |  |  |
| Championnats du monde           |      | 4e   | 3e   | 2e   |      |  |  |  |  |  |  |  |  |  |
| Championnats d'Amérique du Nord |      | 5e   |      |      |      |  |  |  |  |  |  |  |  |  |
| Championnats des États-Unis     | 6e   | 2e   | 2e   | 2e   | 2e   |  |  |  |  |  |  |  |  |  |
|                                 |      |      |      |      |      |  |  |  |  |  |  |  |  |  |